# جان وان (بازیکن فوتبال، زاده ۱۹۶۴)
جان وان (انگلیسی: John Vaughan؛ زادهٔ ۲۶ ژوئن ۱۹۶۴) بازیکن فوتبال اهل بریتانیا است.
از باشگاه‌هایی که در آن بازی کرده‌است می‌توان به باشگاه فوتبال چارلتون اتلتیک، باشگاه فوتبال وستهام یونایتد، باشگاه فوتبال بریستول راورز، باشگاه فوتبال فولام، باشگاه فوتبال پرستون نورث اند، باشگاه فوتبال چسترفیلد، باشگاه فوتبال کولچستر یونایتد، باشگاه فوتبال ورکسام، باشگاه فوتبال کمبریج یونایتد، باشگاه فوتبال لینکولن سیتی، و باشگاه فوتبال بریستول سیتی اشاره کرد.